# ديريك ماير
ديريك ماير هو لاعب هوكي الجليد كندي، ولد في 21 مايو 1967 في روسلاند ‏ في كندا.

## وصلات خارجية
- ديريك ماير على موقع دوري الهوكي الوطني (الإنجليزية)
- ديريك ماير على موقع EliteProspects.com (الإنجليزية)
- ديريك ماير على موقع Eurohockey.com (الإنجليزية)
- ديريك ماير على موقع HockeyDB.com (الإنجليزية)
- ديريك ماير على موقع Hockey-Reference.com (الإنجليزية)
- ديريك ماير على موقع أوليمبيديا (الإنجليزية)